# Senaat (Liberia)
De Senaat (Engels: Senate) is het hogerhuis van het parlement van Liberia (Legislature of Liberia) en telt 30 leden die voor een periode van zes worden gekozen op basis van een meerderheidsstelsel (first-past-the-post). Het lagerhuis is de Huis van Afgevaardigden (House of Representatives).
Leden van de Senaat vertegenwoordigen de County's. Iedere County vaardigt twee senatoren af (de twee kandidaten met de meeste stemmen) De Senaat (en het Huis van Afgevaardigden) komen samen in het Capitol in de hoofdstad Monrovia.
Iedere Liberiaanse staatsburger van dertig jaar en ouder is gerechtigd om zich kandidaat te stellen voor de Senaat. Bij de verkiezingen van december 2020 stond de helft van de zetels op het spel.
Het parlement is gemodelleerd naar het Congress van de Verenigde Staten van Amerika en is het oudste nationale parlement in Afrika, en kwam tot stand in 1847.
Tot de staatsgreep van 1980 werd het politiek leven in het land gedomineerd door de True Whig Party (TWP) en was Liberia praktisch een eenpartijstaat. Thans zijn er meer dan tien partijen vertegenwoordigd in de beide huizen van het parlement.

## President van de Senaat
De vicepresident van Liberia is ook voorzitter van de Senaat (President of the Senate). Jewel Taylor (NPP) is de huidige vicepresident van Liberia en tevens president van de Senaat. De meeste vergaderingen worden echter voorgezeten door de President pro tempore, op dit moment wordt die functie bekleedt door Albert Tugbe Chie (partijloos) uit Grand Kru County.